# 中国科学院昆明动物研究所
中国科学院昆明动物研究所（英語：Kunming Institute of Zoology, CAS），为中国科学院下属研究机构。成立于1959年，位于云南省昆明市，是以生物多样性演化、保护和利用研究为主的国家级科研机构。

## 历史沿革
1959年4月，昆明动物研究所在昆虫研究所紫胶虫工作站的基础上经国家科委批准成立。1963年2月，中国科学院按大区设置分院，中国科学院西南分院建立，昆明动物所改名为“中国科学院西南动物研究所”。1970年3月，中国科学院西南分院撤消，所属研究所下放地方，西南动物研究所划归云南省并改名为“云南省动物研究所”。1978年，重归中国科学院，定名中国科学院昆明动研究所。

## 历任所长
- 刘崇乐 （1959年－1962年）
- 潘清华 （1966年－1968年）
- 潘清华 （1978年－1984年）
- 施立明 （1984年－1996年）
- 季维智 （1996年－2005年）
- 张亚平 （2005年－2012年）[3]
- 姚永刚 （2014年－）[4]